# Saramiriza
Saramiriza es una localidad peruana capital del distrito de Manseriche, ubicado en la provincia de Datem del Marañón en el departamento de Loreto. Distrito fronterizo con el departamento de Amazonas, representa un punto referencial en el ámbito comercial de recursos minerales, maderables e hidrocarburos 

## Geografía
Está situada a 145 m s. n. m. y tiene una población de 2000 habitantes y 500 viviendas aproximadamente.

## Historia reciente
En 1971 con el descubrimiento de yacimientos petrolíferos por Petroperú en Pastaza y OXY que dio con su primer pozo productivo Capahuari 41-X-1, se construyó el oleoducto Norperuano entre el puerto de Bayóvar (provincia de Sechura, Piura) y Saramuro (provincia de Maynas, Loreto). Debido a este hallazgo se construyó la carretera de penetración Bagua-Saramiriza, generando migraciones de colonos procedentes de la Costa y la Sierra. Con la actividad petrolera y la migración se produjeron cambios radicales en el comportamiento socioeconómico y sociocultural de los pueblos indígenas especialmente de los awajún que radicaban en la zona.
El 8 de febrero de 2006, el enfrentamiento producido por la toma de la estación de bombeo N° 5 de Petroperú en Saramiriza dejó el saldo de un muerto y seis heridos.

## Centro de Navegación Binacional
De acuerdo a lo pactado en el Acta de Brasilia tras la Guerra del Cenepa, la República del Perú cedió en concesión por 50 años dos terrenos de 150 ha a la República del Ecuador para la creación de dos enclaves comerciales llamados oficialmente "Centros de Navegación Binacional", uno de ellos ubicado en Saramiriza. Dicho acuerdo fue rechazado por la población del departamento de Loreto desde su suscripción y en 1999 tras grandes manifestaciones se exigió al gobierno declararlo inejecutable. De igual modo se rechazó la medida con un paro de 48 horas en 2010.
Sin embargo en los años 2013 y 2014 en el marco de los Gabinetes Binacionales, ambos gobiernos firmaron acuerdos instando a los ministros de ambas partes a elaborar la "hoja de ruta" para la ejecución del acuerdo y fijaron como plazo límite el primer cuatrimestre de 2015.